# Accord Canada-Québec relatif à l'immigration et à l'admission temporaire des aubains
L'Accord Canada-Québec relatif à l'immigration et à l'admission temporaire des aubains (également appelé accord Gagnon-Tremblay–McDougall du nom de ses principaux signataires) est un accord officiel concernant les questions de l'immigration entre le gouvernement fédéral du Canada et le gouvernement provincial du Québec. L'accord fut signé le 5 février 1991. Il est le premier d'une série d'accords similaires signés entre le gouvernement fédéral et d'autres provinces telles la Colombie-Britannique et le Manitoba. 
L'accord donnait au Québec la responsabilité exclusive de sélectionner les immigrants et les réfugiés qui vivent encore dans d'autres pays, mais qui veulent migrer au Québec. Les demandeurs sélectionnés reçoivent un Certificat de sélection du Québec (CSQ) leur donnant droit de s'établir dans la province. La décision ultime d'entrer au Canada reste du ressort du gouvernement fédéral. 
L'accord promettait aussi transfer de 332 millions sur 4 ans de fonds fédéraux au Québec pour l'intégration des immigrants. L'accord assurait aussi au Québec qu'il allait recevoir un taux d'immigration proportionnel à son poids démographique dans le Canada. 
Le visa actuel est émis par Immigration, Réfugiés et Citoyenneté Canada après examens médicaux et vérifications du passé criminel. Aujourd'hui, toutes les provinces ont des accords avec le gouvernement fédéral ; à l'instar du Québec, elles peuvent donc choisir les candidats à l'immigration sur leurs territoires. Pour cette raison, la plupart des provinces ont créé leurs ministères de l'immigration.
Les nouveaux arrivants ont un droit à l'assistance d'établissement, ce qui inclut notamment les cours de langue gratuits administrés par les gouvernements provinciaux. En matière d'immigration, lors de l'année fiscale 2006-2007, le gouvernement fédéral a alloué aux provinces un budget de 350 millions de dollars. La majorité des 350 millions de dollars est versée au Québec selon des provisions de l'accord, à 196 millions $ par année, malgré le fait que l'immigration au Québec n'a représenté que 16,5 % de l'immigration totale au Canada en 2005. Il est prévu que le montant alloué aux provinces passe à 440 millions de dollars en 2009.[réf. nécessaire]